# El manosanta está cargado
El manosanta está cargado es una película argentina estrenada el 4 de junio de 1987.
De todas las películas protagonizadas por Alberto Olmedo, esta fue la única en la cual se llevó al cine una adaptación de un argumento televisivo, ya que este film está basado en el sketch "El Manosanta" perteneciente al programa No Toca Botón

## Sinopsis
La historia se centra en Alberto Cappeletti (Olmedo), un inocente empleado de la empresa de cerrajería "Álvarez", el cual, al perder el trabajo por no colocar una caja fuerte detrás de un cuadro sino debajo de un cuadro, decide ir a un "manosanta" con el objetivo de que le puedan mejorar su vida.
Pero hete aquí que el “profesional” (interpretado por Vicente Larrusa) es, por supuesto, "flor de chanta" y engaña a todas las "pototas" que se le acercan a pedirle por la salud, el dinero y el amor.
Al principio enojado pero luego reflexivo, Alberto, adivinando la prosperidad comercial de este tipo de "curros" (utilizados ampliamente en Argentina como en Uruguay, en todas sus formas y variantes), decide hacerse pasar como manosanta brasileño, el clásico “Pai”.

## Reparto
- Alberto Olmedo ... Alberto Capeletti
- Javier Portales ... Javier Álvarez
- Adriana Brodsky ... Adriana Álvarez
- Adrián "Facha" Martel ... Martínez
- Silvia Pérez ... Silvia
- Susana Romero ... Susy
- Beatriz Salomón ... Beatriz
- Arturo Bonín ... Castro
- César Bertrand ... César
- Vicente La Russa ... Pai José
- Divina Gloria ... Gloria
- Alfonso Pícaro ... Falso ciego
- Romina Gay
- Horacio O'Connor ... Lomuto
- Oscar Carmelo Milazzo ... Enano
- Juan Carlos "El Flaco" García ... Hermano Roberto
- Nora Cash
- Susana Torales ... Susana
- León Sarthié ... Jefe gay
- Elisabet Aidil
- Julieta Bal ... Nena

- Datos: Q5825647